# Harmony Intelligent Mobility Alliance
Harmony Intelligent Mobility Alliance (кит. 鸿蒙智行; пиньинь Hóngméng Zhìxíng), сокр. HIMA — автомобильный альянс, инициированный и возглавляемый китайской транснациональной технологической компанией Huawei. В альянс, созданный в 2023 году, входят Aito (Seres Group), Luxeed (Chery), Stelato (BAIC BluePark) и Maextro (JAC Group).
В рамках HIMA Huawei участвует в планировании продукции, дизайне, маркетинге, пользовательском опыте, контроле качества и предоставляет интеллектуальное программное и аппаратное обеспечение для традиционных автопроизводителей. В настоящее время HIMA работает только в материковом Китае.

## История

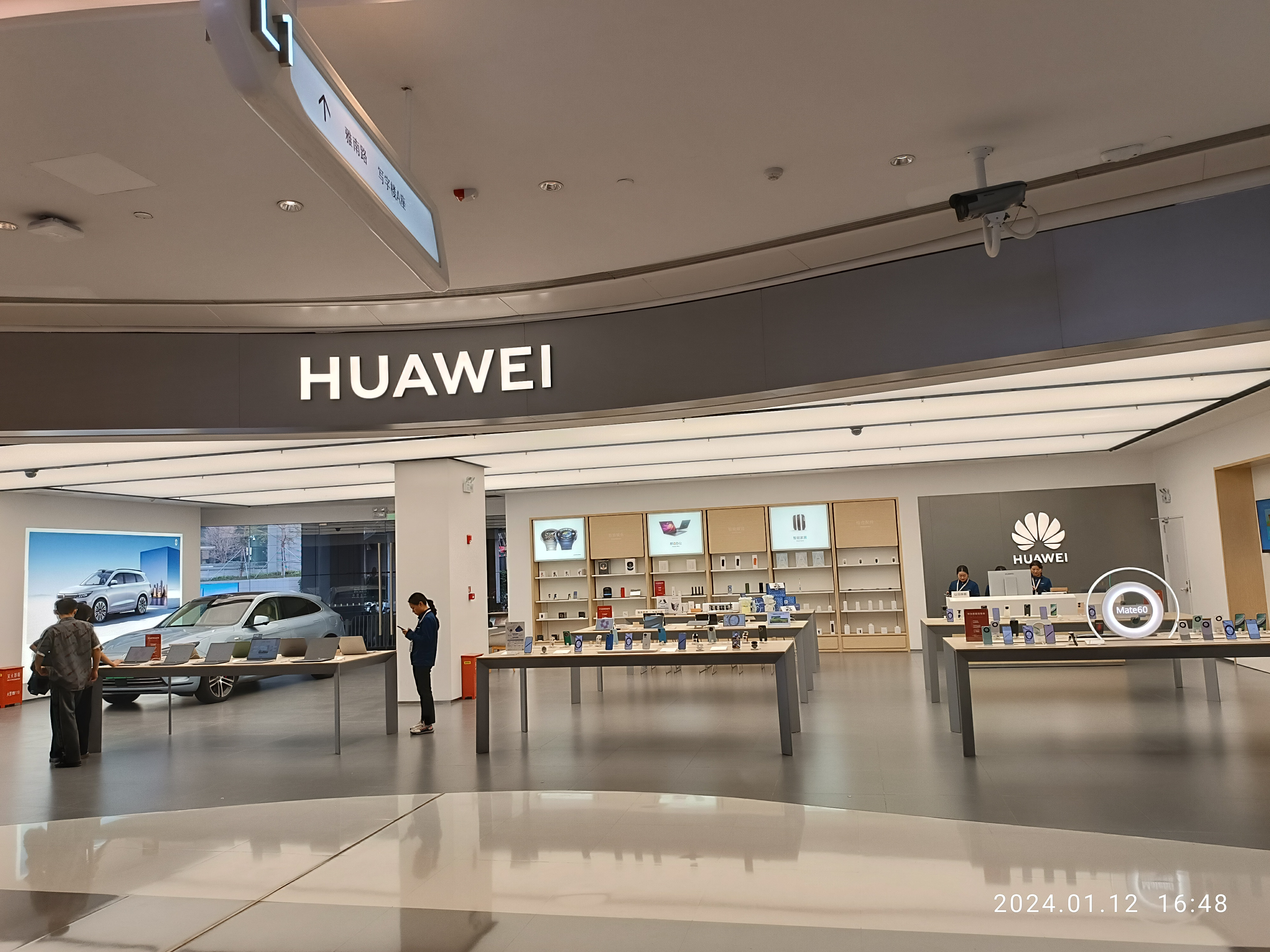
Демонстрация Aito M5 в Шэньчжэни

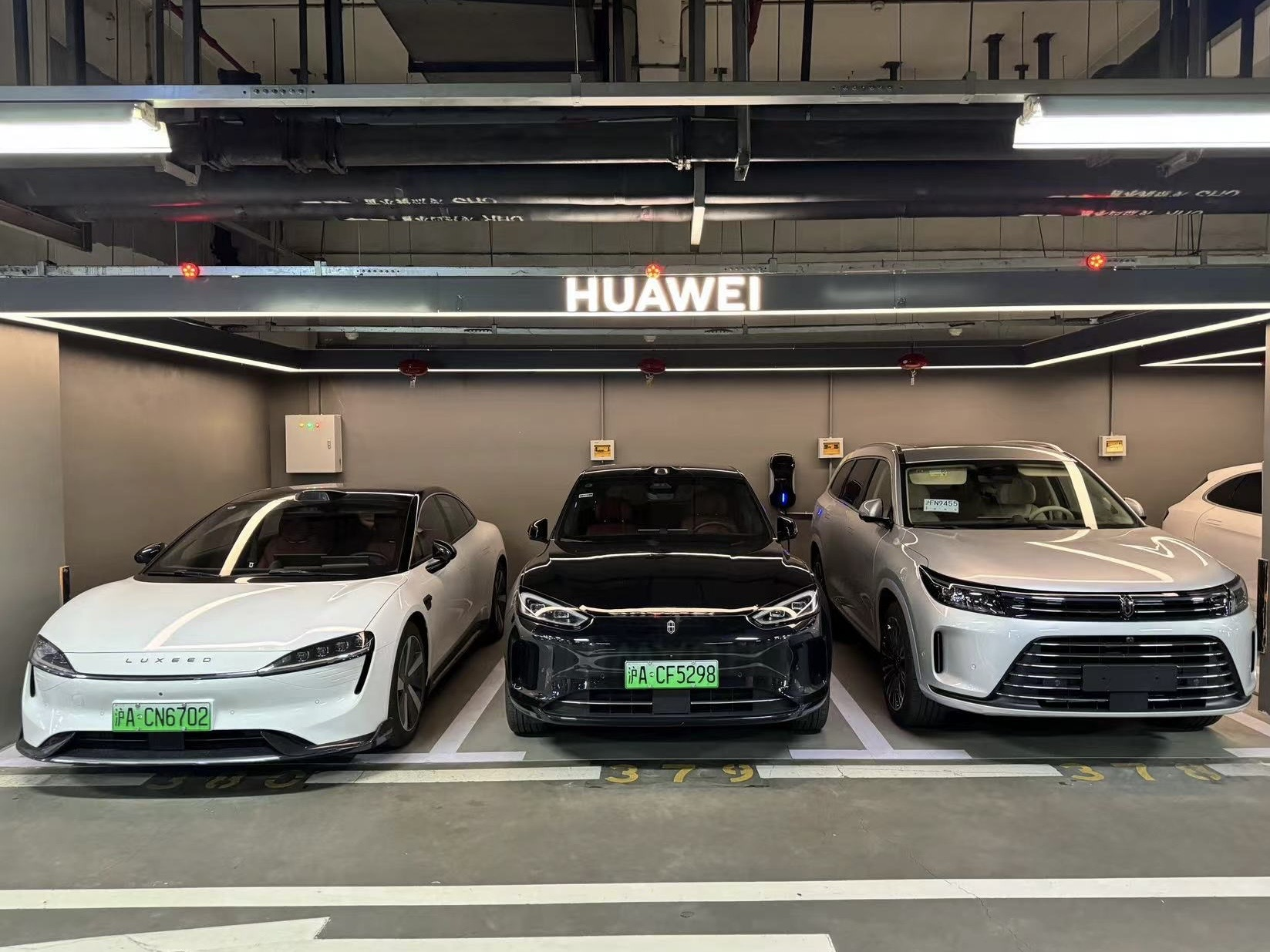
Три автомобиля HIMA на зарядной станции Huawei

В декабре 2021 года компания Huawei объявила о запуске бренда Aito и представила Aito M5 — первый автомобиль, разработанный Huawei совместно с Seres Group. Модель создана на базе внедорожника Seres SF5.
В июне 2023 года компания Huawei приобрела торговую марку Aito (问界/Wenjie) у Seres Group.
В ноябре 2023 года компания Huawei объявила о создании Harmony Intelligent Mobility Alliance во время презентации Luxeed S7 — первой модели, разработанной совместно с Chery.
В декабре 2023 года компания Huawei начала сотрудничество с компанией BAIC.
В июле 2024 года Юй Чэндун — председатель Huawei Intelligent Automotive Solutions — сообщил в интервью, что четвёртый бренд HIMA, который сотрудничает с JAC, будет называться Zunjie (尊界). В августе 2024 года на конференции по запуску новых продуктов Stelato S9 и Huawei было объявлено о четвёртом бренде HIMA в сотрудничестве с JAC — Maextro (尊界). Первая модель компании начала выпускаться в конце 2024 года.

## Технологии
- HarmonyOS Cockpit[12][13]
- Autonomous Driving System
- Touling Platform[14][15]

## Бренды[16][17]

### Aito
- Aito M5
- Aito M7
- Aito M9
- Aito M8

### Luxeed
- Luxeed S7
- Luxeed R7

### Stelato
- Stelato S9

### Maextro
- Maextro S800

## Продажи
| Год  | Всего  | AITO   | Luxeed | Stelato | Maextro |
| ---- | ------ | ------ | ------ | ------- | ------- |
| 2022 | 76,180 | 76,180 | -      | -       | -       |
| 2023 | 95,279 | 94,380 | 899    | -       | -       |